# Міхась Чарот
Міха́сь Чаро́т, справжнє ім'я Миха́йло Си́монович Кудзе́лька (біл. Міхась Чарот, Міхаіл Сымонавіч Кудзелька, нар. 7 листопада 1896, Руденськ, Ігуменський повіт, Мінська губернія, нині Пуховицький район, Мінська область — пом. 29 жовтня 1937, Мінськ, Білоруська РСР) — білоруський поет, драматург, прозаїк, редактор, громадський діяч.

## Життєпис

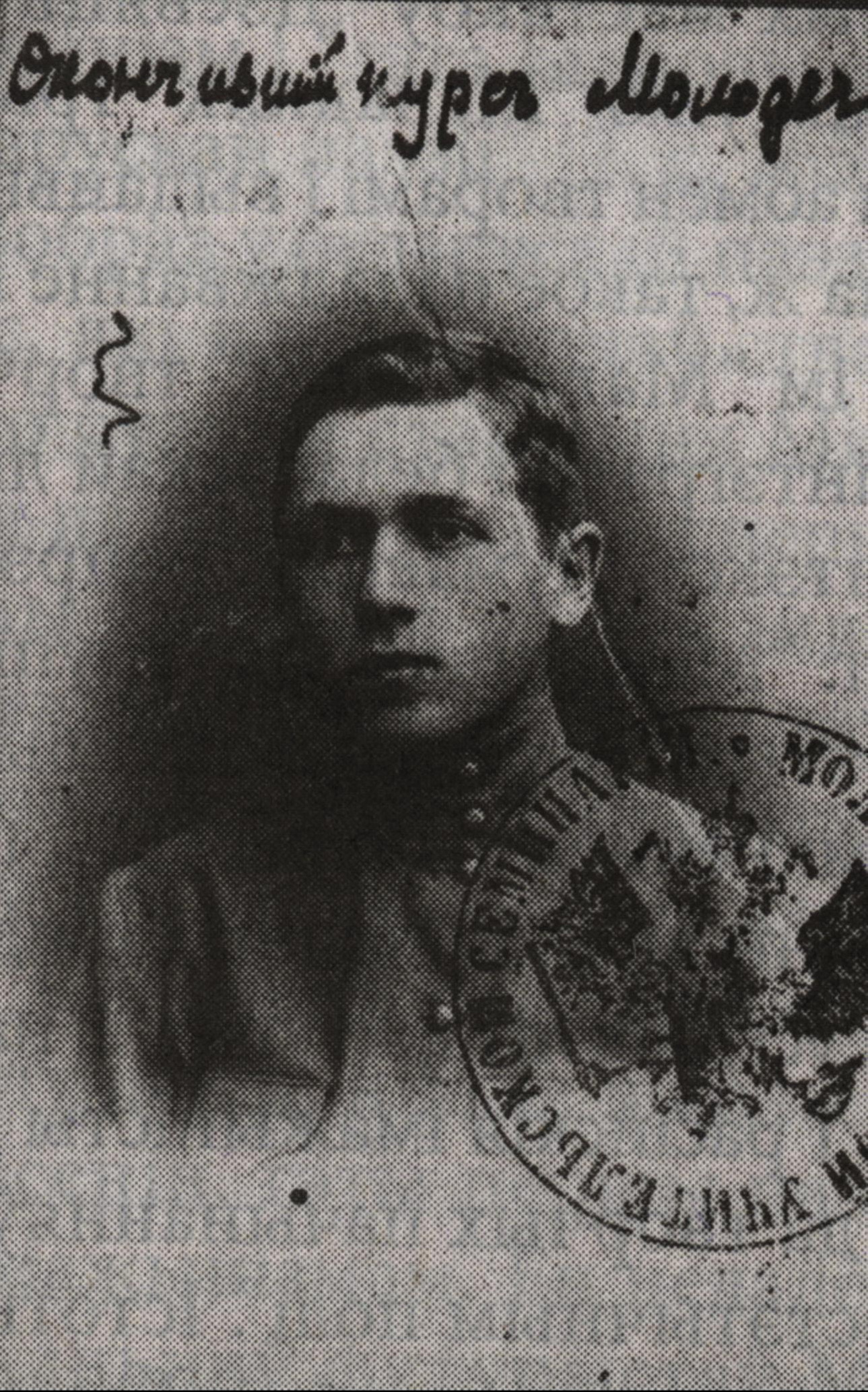
Міхась Чарот після закінчення Молодечненської вчительської семінарії, 1917 рік.

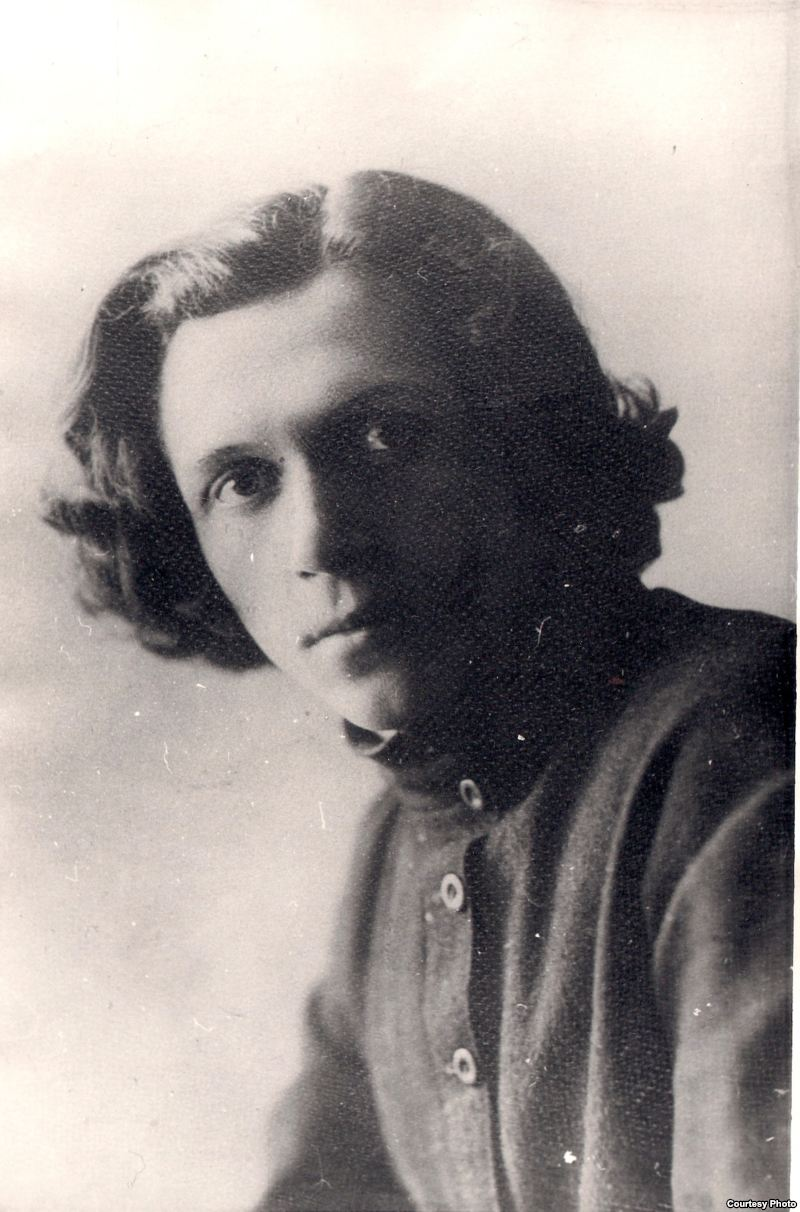
Міхась Чарот

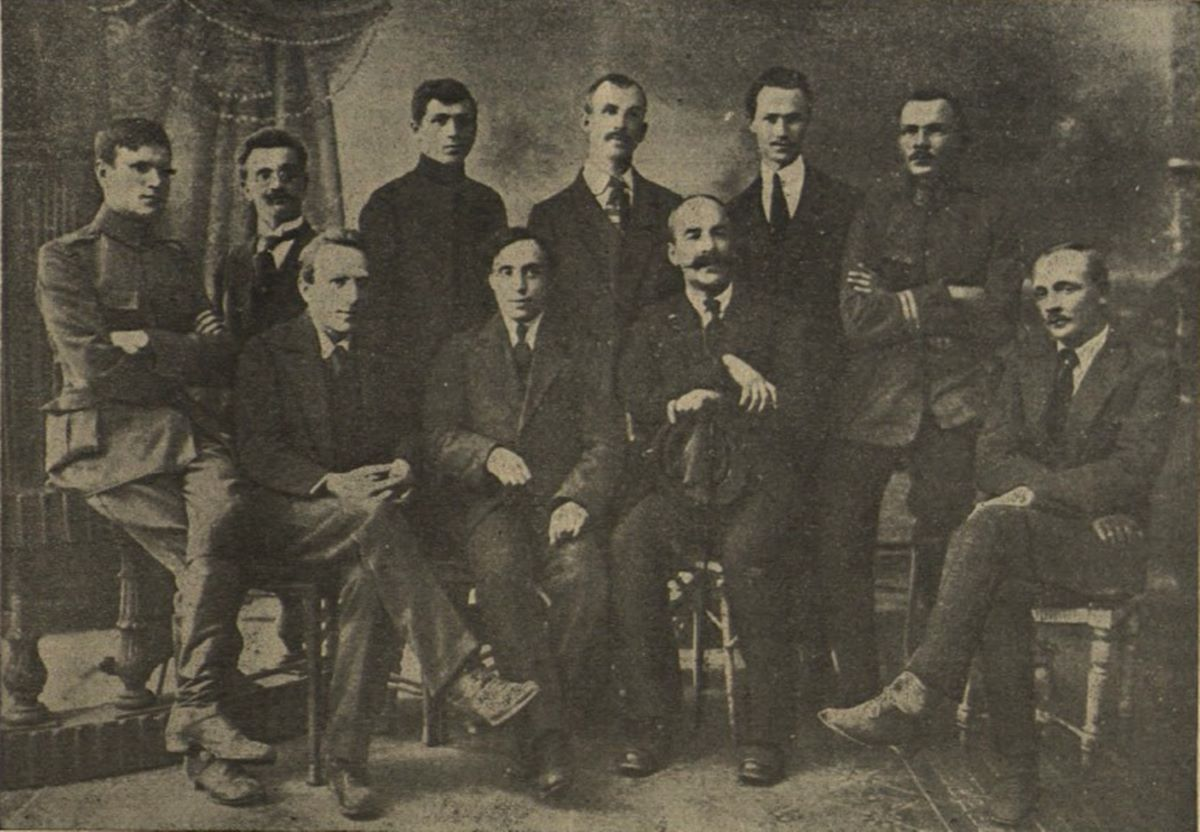
Група білоруських письменників. Зліва направо стоять: Альберт Павлович, Міхась Чарот, Владислав Голубок,
Травень-червень 1920, Мінськ. Ймовірно, що це один зі знімків співробітників і активних кореспондентів журналу «Рунь» після виходу його останнього (10-го) номера.

Міхась Чарот народився в селянській родині. Його дід був ткачем (звідси й походить справжнє прізвище письменника, від слова «біл. кудзеля» — «кужіль») при панському дворі, а бабуся працювала годувальницею в панському палаці.
Михайло мав двох братів і сестер: Павла (інженер і домашній педагог), Олександра (агроном), Марію (кухарка) і Анастасію (актриса).
Двоюрідний брат Міхася Чарота, Йосип Кудзелька, був начальником управління з охорони авторських прав при СП БРСР, другий, Іван Кудзелька, обіймав посаду народного комісара фінансів БРСР.

### Освіта і професійна діяльність
Початкову освіту Чарот здобув у найманого вчителя і у Титвянському дворічному училищі. У 1913–1917 навчався в Молодечненській учительській семінарії. Під час Першої світової війни семінарію евакуйовано до Смоленська, де минули два останні роки навчання Міхася Чарота. Після випуску був мобілізований в армію.
Служив офіцером запасного полку в Кузнецьку, там разом з іншими офіцерами-білорусами намагався створити білоруський гурток. Під час Громадянської війни та інтервенції встановив зв'язок з підпільними революційними організаціями в Білорусі, працював у повстанському комітеті і займався організацією повстанських загонів.
Навесні 1918 року повернувся до Мінська, де почав учителювати в білоруській школі; вступив до МВПІ. Співав у хорі Володимира Теравського при «Білоруській хатці» (мав гарний баритон), був головою трупи «Молодий місяць», виконував ролі в трупі Владислава Голубка.
У 1919 році член Білнацкому і створеної при ньому Військової ради. Був одним із організаторів Білоруської комуністичної організації, яка утворилася в січні 1920 року з членів «Молодої Білорусі». У 1920 році вступив до ВКП(б). З 1920 співробітник, в 1925–1929 роках редактор газети «Советская Белоруссия».

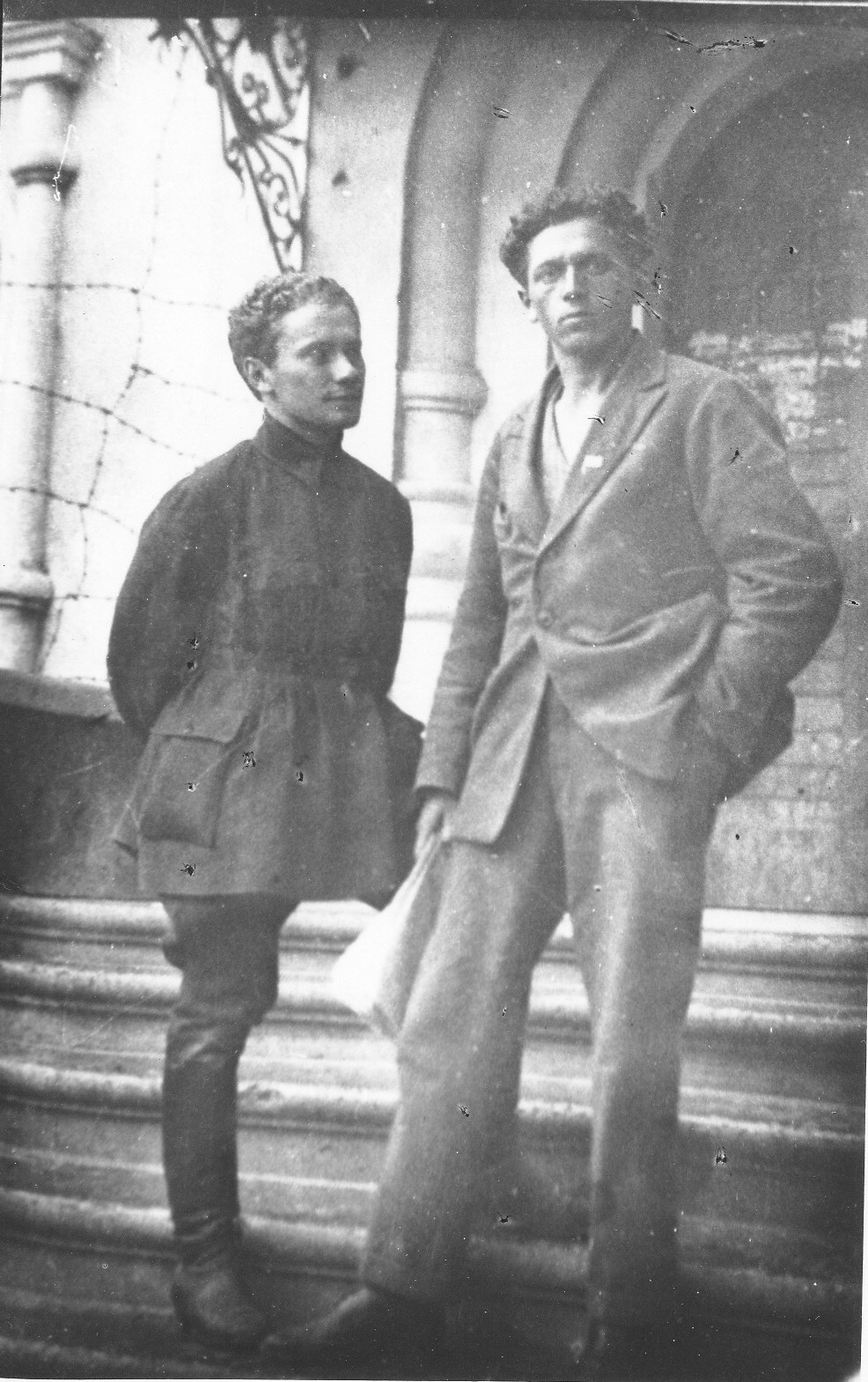
Міхась Чарот і Анатоль Вольний
За даними кузини Міхася Чарота Олени Іванівни Пашенко, перша дружина поета Ганна Савич була закохана в Анатоля Вольного — чоловікового приятеля, що деякий час у нього квартирував.

1923 року взяв участь у створенні літературного об'єднання «Маладняк» (мав членський квиток № 1), з якого вийшов наприкінці 1927 року. Деякий час був членом об'єднання «Полымя», потім вступив до Білоруської асоціації пролетарських письменників.
У 1922–1924 роках кандидат у члени, в 1924-1931 — член ЦВК БРСР. У 1924 році вчився в Москві в Державному інституті журналістики.
У 1927 році у відрядженні Наркомосу разом з Цішкою Гартним і Міхасем Зарецьким побував у Латвії, Німеччині, Франції та Чехословаччині. У 1927 році належав до правління Білоруського товариства культурних зв'язків із зарубіжжям. У 1930-х працював завідувачем літературного сектора Державного видавництва БРСР, консультантом у кабінеті молодого автора Союзу письменників БРСР. Присвятив фігурантам справи «Союзу визволення Білорусі» вірш «Суворий вирок підписую першим…», у якому засуджував їх за нацдемівщину. Член Союзу письменників СРСР (з 1934).

### Арешт
Заарештований 24 січня 1937 року в Мінську за адресою: вулиця Ленінська, 35/1, водночас виключений з ВКП(б). Сидів в одній камері з поетом Юркою Лявонним. Засуджений позасудовим органом НКВС 28 жовтня 1937 року як учасник «контрреволюційної соцдемівської організації» до ВМП з конфіскацією майна. Останній вірш «Присяга» (про особисту невинність) записав на стіні мінської внутрішньої тюрми НКВС, де його побачив і запам'ятав Микола Хведарович: «1939 року я був переведений в одиночну камеру. Уважно оглянув стіни в пошуках написів і ось у кутку прочитав текст вірша, виколупаний чимось гострим на стіні. Це була остання зустріч з моїм улюбленим поетом і другом Міхасем Чаротом. Роками я зберігав ці його слова в серці». Прозаїк і поет Мойсей Седньов у своєму романі «Роман Корзюк» згадав, як вимученого Чарота навмисно споювали, щоб у нього, безтямного, випитувати нові імена «зрадників». Після допитів і тортур визнав себе винним. Розстріляний уночі з 29 на 30 жовтня 1937 року. Радянські джерела позначають дату смерті 14 грудня 1938 року, не згадуючи про розстріл.
Реабілітований військовою колегією Верховного суду СРСР 8 грудня 1956 року. Особиста справа М. Чарота № 8153-с з фотографією зберігається в архіві КДБ Білорусі.

### Особисте життя і родичі
Був двічі одружений, виховував чотирьох дітей: В'ячеслава, Світлану, Зінаїду та Олену. Другу дружину, братів та їхні сім'ї також засудили.

## Творчість

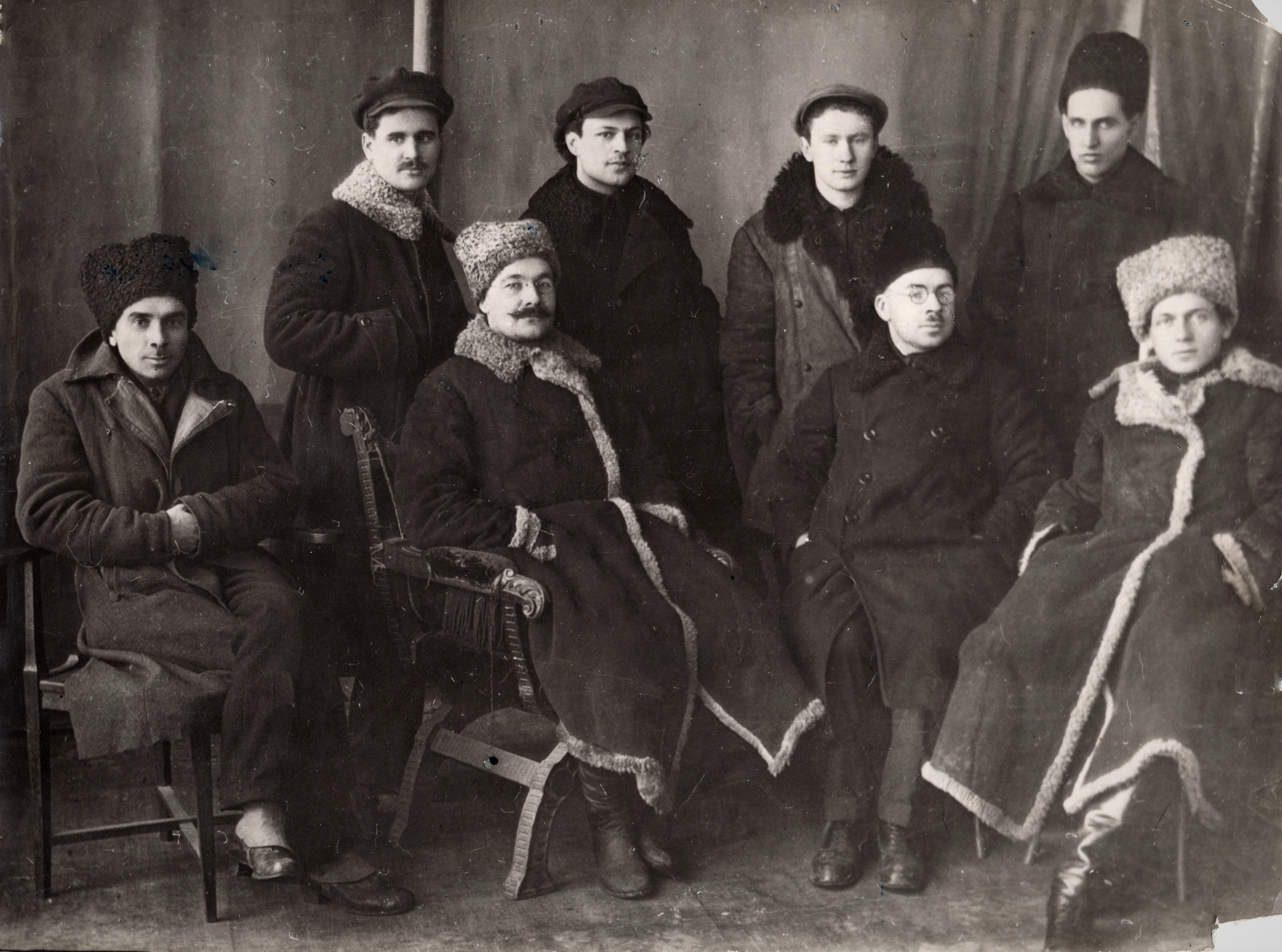
Делегати Першої Всесоюзної конференції Асоціації пролетарських письменників СРСР, представники України та Білорусі. Зліва-направо, сидять: Микола Хвильовий, Сергій Пилипенко, Цішка Гартний, Адам Бабарека. Стоять: Григорій Епік, Міхась Чарот, Анатоль Вольний, Микола Христовий. Москва, 6 січня 1925 р.

Писати почав у тринадцятирічному віці. Перші поетичні спроби Чарота належали до часів навчання в семінарії і не збереглися. Друкувався з 1918 (за іншими даними — з 1919 року), його вірші «Під хрестом», «Дзвін», «Пісня білоруса» з'явилися в газетах «Беларусь», «Звон», пізніше ці та інші вірші увійшли до збірки «Завірюха» (1922 — першої книжки Чарота). Вживав кілька псевдонімів, один із яких — Чарот (перекладається як «очерет») став найпоширенішим.
Початковий етап творчості позначений національно-патріотичним звучанням. У вірші «Жертвую білоруському хору Теравського» поет закликав до пробудження краю, вважав, що в основі духовного та історичного відродження народу має бути національна самосвідомість. У вірші «На шляху відродження» спробував заглянути в майбутнє і ніби передчував важкий шлях та великі жертви.
Після 1921 року національно-патріотичні мотиви поступаються місцем революційно-пролетарським, у творчості домінує мотив протиставлення минулого злиденного життя під гнітом новому радісному, яке настало з перемогою революції. У вірші «Гопки на кладовищі» минуле постає в образі суцільних кладовищ, на яких відбувається пролетарська оргія, актом вандалізму коїться наруга над історією Білорусі. Поетичну версію революції на батьківщині Чарот виклав у поемі «Босі на вогнищі» (1922), де показав, що Білорусь була лише відображенням російських революційних подій. У поемі-фантазії «Червонокрилий віщун» (1923) автор створив художню ідеалізацію образу «всесвітньої комуни» і описав політ на аероплані над різними країнами як місію поширення звільненого вогню революції. У поемі «Ленін» (1924) в апологетичному стилі прославляв вождя пролетарської революції. Поема «Білорусь постоляцька» (1924) показує післяреволюційне оновлення життя, зближення міста і села. У поемі «Марина» (1925) зображено героїчну революційну боротьбу часів громадянської війни на тлі романтичної, фольклорно ідеалізованої любові. У поемі «Корчма» (1925), присвяченій Янці Купалі, тема минулого і сучасного Білорусі набуває несподіваних обрисів: ліричний герой, попри соціальне переродження країни, тужить, прощаючись з її минулим. Збірка віршів «Сонячний похід» (1929) характерна новою темою контрасту: похмурий Захід, де в полоні важкої праці животіють робітники, і щаслива пролетарська країна.
У збірці новел «Веснохід» (1924) Міхась Чарот утвердився як майстер прози, створив психологічно глибокі характери героїв; білоруську дійсність 1920-х років показано з гумором, подекуди доволі апологетичним. «Свинопас» (1923-24) — це романтизована й героїзована пригодницька повість про події громадянської війни (за цим твором автор разом із Юрієм Таричем написав сценарій першого білоруського художнього фільму «Лісова бувальщина» — поставлений в 1926).
Музична драма «На Купалля» (написана 1921, не збереглася, її поставив БДТ-1; 1921, відновлений текст опубліковано в 1982), водевіль «Микитин личак» (опубліковано 1923, поставлено Першою спілкою білоруської драми і комедії; роль Микити виконував автор), інші постановки, дитячі п'єси «Данилко і Олеська» (1920), «Пастушки» (1921) принесли Міхасеві Чароту визнання як драматургу. Опублікував п'єси «Дожинки» і «Сон на болоті» (1924).
У 1930-х роках Чарот фактично відійшов від літературної діяльності. Віршем «Суворий вирок підписую першим» приєднався до публічного осуду репресованих білоруських письменників. Нечисленні вірші втрачають художню новизну, перетворюються на примітивні агітки. 3 віршів цього періоду вирізнявся «Ліричний ескіз», що звучав як полемічне самовиправдання. Останнім твором став вірш «Присяга».
За текстом п'єси «На Купалля» написано лібрето опери Володимира Теравського «Квітка щастя». Співавтором цього композитора став Олексій Туренков, який вніс істотні зміни у «Квітку щастя».

### Твори

#### Поезія
- 1922 — «Завірюха», збірка
- 1922 — «Босі на вогнищі», поема
- 1925 — «Вибрані вірші»
- 1926 — «Корчма», «Ленін», «Марина», поеми
- 1927 — «Білорусь постоляцька», поема
- 1927 — «Червонокрилий віщун», поема-фантазія
- 1928 — «Поеми»
- 1929 — «Сонячний похід»
- 1935 — «Вибрані вірші і поеми»
- 1933–1936 — Твори у 3 томах
- 1958 — Твори у 2 томах
- 1967 — «Вибрані вірші і поема»
- 1982 — «Вибране»
- 1986 — «У сонячному поході», вірші і поеми

#### Проза
- 1924 — «Веснохід», збірка оповідань
- 1926 — «Вибрані оповідання»

#### П'єси
- «Микитин личак» — видана і поставлена в 1923
- «Дожинки» — у 1924
- одноактівка «Сон на болоті» — у 1924
- дитяча п'єса «Данилко і Олеська» — у 1925
- музична драма «На Купалля» (поставлена в 1921, відновлений текст видано у 1982)

### Критика

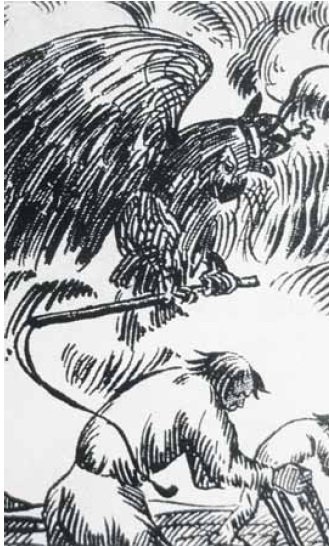
. Ілюстрація до поеми «Босі на вогнищі».

Дослідники називають Міхася Чарота одним із лідерів білоруської радянської літератури 20-х років. Його творчість відобразила собою романтичні пориви, протиріччя і великі ілюзії свого часу. Втім, оцінка творчості Міхася Чарота серед сучасників ніколи не була однозначною. Язеп Пушча, рецензуючи поему «Ленін» (1926), критикував її за «олов'яно-легкі і гранітно-воскові» стилістичні прийоми, що «з ведмежою зграбністю обертаються в гущавині трикрапок, затуляючи собою сенс тих явищ, які мали передати». Також рецензент закидав Міхасеві Чароту беззмістовність творів.
Іншу позицію зайняв Максим Гарецький, який вважав творчість Чарота конгломератом досягнень і упущень післяжовтневої літератури в цілому, а самого автора талановитим, проте суперечливим. Критик констатував, що Міхась Чарот має великий природний талант і, попри всі вади, він «найкращий у білоруській літературі пісняр Жовтневої революції». «Шість поем» Міхася Чарота Горецький називає «найкращим у білоруській пролетарській поезії».
Адам Бабарека у статті «Лірыка Міхася Чарота» (Маладняк, 1925, № 9) відзначив гіперболізацію як один із улюблених художніх засобів поета. Головним висновком статті було те, що «Чарот перший на білоруських теренах здійснив на практиці марксистський погляд на літературу як на зброю класової боротьби». Критик із ковенського журналу «Крывіч (1923)», визнаючи за Чаротом великий талант, докоряв поетові за мову творів, засмічену русизмами та варваризмами, й висловив думку, що в цих творах «здебільшого переважає нудотне перефразування комуністичних листівок» (біл. «больш пераважае мляўкая перафразоўка камуністычных лістовак»), а не глибинне проникнення в суть глобальних історичних подій.
За Миколою Міщенчуком, все написане про Міхася Чарота після 1928 року — це однобічна, ідеологізована оцінка, яку давали послідовники соціалістичного реалізму в його сталінському трактуванні Це виразно позначилося тим, що твори «Корчма», «На шляху відродження», "Бурелом, «Під хрестом», «З сучасних настроїв», «Вічна буря» не ввійшли у видання 1930—1980 рр. через розбіжність трагедійних, філософсько-медитативних настроїв у цих творах з розрекламованим критиками оптимізмом поета.
У червні 1924 відомий московський поет, прозаїк і кіносценарист Матвій Ройзман (1896—1973) у статті «Белорусский имажинизм» (журнал «Гостиница для путешествующих в прекрасном», № 4) зарахував Міхася Чарота до зачинателів білоруського імажинізму: «М. Чарот (мабуть, позасвідомо) дав початок білоруському імажинізму». За В. Жибулем, риси поетики імажинізму, пов'язані з традиціями білоруської народної творчості, помітні в низці віршів М. Чарота 1922—1924 рр. («Весну співаю», «Я знову — де поле колоссям…», «Червоні веснянки», «Весняний балаган», «Зазеленіло, зазеленіло…», «Комсомолія», «Ленінотравневе»).

## Пам'ять
Іменем Міхася Чарота названо вулиці в Мінську (1989), Гродні, Молодечному (1974) і Руденську. У 1996 році ім'я поета дали Руденській селищній бібліотеці.